# Саратога-Спрингс
Сарато́га-Спри́нгс (англ. Saratoga Springs) — город-курорт на востоке штата Нью-Йорк (США), у подножия гор Адирондак, в 50 км к северу от города Олбани.
Минеральные источники (Хаторн, Хейс, Кэса, Рэд, Пирлис, Гейзер, Виши, Эксельсиор) с углекисло-щелочными и хлоридно-натриевыми водами.

## История
Основан в 1819 году, город — с 1915 года. Модный курорт с начала XIX века. В 19 км к востоку от Саратога-Спрингс — место битвы при Саратоге (1777) во время войны за независимость.
Город-побратим Саратога-Спрингс — Чехов, Московская область, Россия.
Каждое лето в городе проводятся лошадиные скачки с участием спортсменов из разных стран.

## Города-побратимы
- Виши
- Вейвленд, Миссисипи Весной 2006 года Саратога-Спрингс решила помочь жителям Вэйвленда после урагана Катрина , устроив фестиваль « Марди Гра » в центре города.
- Чехов (Московская область)